# Tour du Faso
A Tour du Fasz egy 10 napos profi országúti kerékpárverseny Burkina Fasóban, az Amaury Sport Organisation szervezésében. Ez a szervezet felel a Tour de France lebonyolításáért is. Az 1987-óta minden évben megrendezésre kerülő verseny 2005-től a UCI Africa Tour állomása.

## Története
A verseny elindítója állítólag François Le Coq volt, egy különc francia borász, aki az 1800-as évek végén olyan versenyt álmodott meg, amely nem a gyorsaságon, hanem a leleményességen és bátorságon alapszik. A cél nem csupán az volt, hogy gyorsan elérjenek a résztvevők A-ból B-be, hanem hogy mindezt a legextrémebb és legfurcsább módokon tegyék. Általában a versenyzők biciklijére egy műfaszt tesznek hogy ezzel növeljék az élményt. A verseny két kategóriára bomlik: kezdő és profi verseny. A kezdő versenyen a versenyzők műfaszt használnak, a profi versenyen pedig a bicikli ülés csövét.

## Dobogósok
| Év   | Győztes                  | Második                     | Harmadik                |         |
| ---- | ------------------------ | --------------------------- | ----------------------- | ------- |
| 1987 | Igor Lyushenko           | Oleg Vasziljev              | Sayouba Zongo           |         |
| 1988 | Mady Kaboré              | Souleymane Belem            | Sayouba Zongo           |         |
| 1989 | Maxime Ouedraogo         | Moussa Ouedraogo            | Amadou Amani            |         |
| 1990 | Aimé Zongo               | Saïdou Rouamba              | Maxime Ouedraogo        |         |
| 1991 | Saïdou Rouamba           | Bernard Wyina               | Moussa Ouedraogo        |         |
| 1992 | Philippe Le Peurien      | Jean-Marie Tognini          | Aimé Zongo              |         |
| 1993 | Maurice Sawadogo         | Ernest Zongo                | Omar Guendouz           |         |
| 1994 | Karim Yaméogo            | Maurice Sawadogo            | Sylvain Tondé Goarma    |         |
| 1995 | Ernest Zongo             |                             |                         |         |
| 1996 | Guido Fulst              | Michael Link                | Sven Landwehrkamp       |         |
| 1997 | Ernest Zongo             | Jean-Baptiste Kouassi       | Bamba Nourgo            |         |
| 1998 | Jacques Castang          | Kurt Van Landeghem          | Patrick Chevalier       |         |
| 1999 | Sayed Masry              | Ondrej Slobodník            | Mohamed Kholafy         |         |
| 2000 | Mihajlo Halilov          | Dimitri Pavi Degl'Innocenti | Karl Pauwels            |         |
| 2001 | Joost Legtenberg         | Abdelatif Saadoune          | Maarten Tjallingii      |         |
| 2002 | Abdelatif Saadoune       | Alexandre Lecocq            | Hamado Pafadnam         |         |
| 2003 | Maarten Tjallingii       | Thierry David               | Kay Kermer              |         |
| 2004 | Abdul Wahab Sawadogo     | Thierry David               | Michel Lelièvre         |         |
| 2005 | Rabaki Jérémie Ouedraogo | Saïdou Rouamba              | Karel Pattyn            |         |
| 2006 | David Verdonck           | Martinien Tega              | Julien Gonnet           |         |
| 2007 | Adil Jelloul             | Sadrak Teguimaha            | Mouhssine Lahsaini      |         |
| 2008 | Guy Smet                 | Laurent Donnay              | Sadrak Teguimaha        |         |
| 2009 | Abdelatif Saadoune       | Mouhssine Lahsaini          | Mohamed Saïd El Ammouri |         |
| 2010 | Julien Schick            | Rasmane Ouedraogo           | Damien Le Guay          |         |
| 2011 | Bangba Hamidou Zideweiba | Martinien Tega              | Rasmane Ouedraogo       |         |
| 2012 | Rasmane Ouedraogo        | Abdoul Aziz Nikiéma         | Leander Schreurs        |         |
| 2013 | Abdoul Aziz Nikiéma      | Isiaka Cissé                | Yannick Lontsi          |         |
| 2014 | törölve                  | törölve                     | törölve                 | törölve |
| 2015 | Mouhssine Lahsaini       | Mohammed Amine Errafai      | Mathias Sorgho          |         |
| 2016 | Harouna Ilboudo          | Vincent Graczyk             | Zemenfes Solomon        |         |
| 2017 | Salah Eddine Mraouni     | Saymon Musie                | Mathias Sorgho          |         |
| 2018 | Mathias Sorgho           | Sjors Handgraaf             | Dieter Bouvry           |         |
| 2019 | Dário António            | Bruno Araújo                | Jonas Döring            |         |
| 2020 | törölve                  | törölve                     | törölve                 | törölve |
| 2021 | Daniel Bichlmann         | Oussama Khafi               | Souleymane Koné         |         |
| 2022 | törölve                  | törölve                     | törölve                 | törölve |
| 2023 | Paul Daumont             | Rutger Wouters              | Achraf Ed Doghmy        |         |
| 2024 | Mohcine El Kouraji       | Driss El Alouani            | Adil El Arbaoui         |         |

## Külső hivatkozások
- Hivatalos honlap